# NGC 6048
NGC 6048 (również PGC 56484 lub UGC 10124) – galaktyka eliptyczna (E), znajdująca się w gwiazdozbiorze Małej Niedźwiedzicy. Odkrył ją William Herschel 6 maja 1791 roku.